# In Time with You

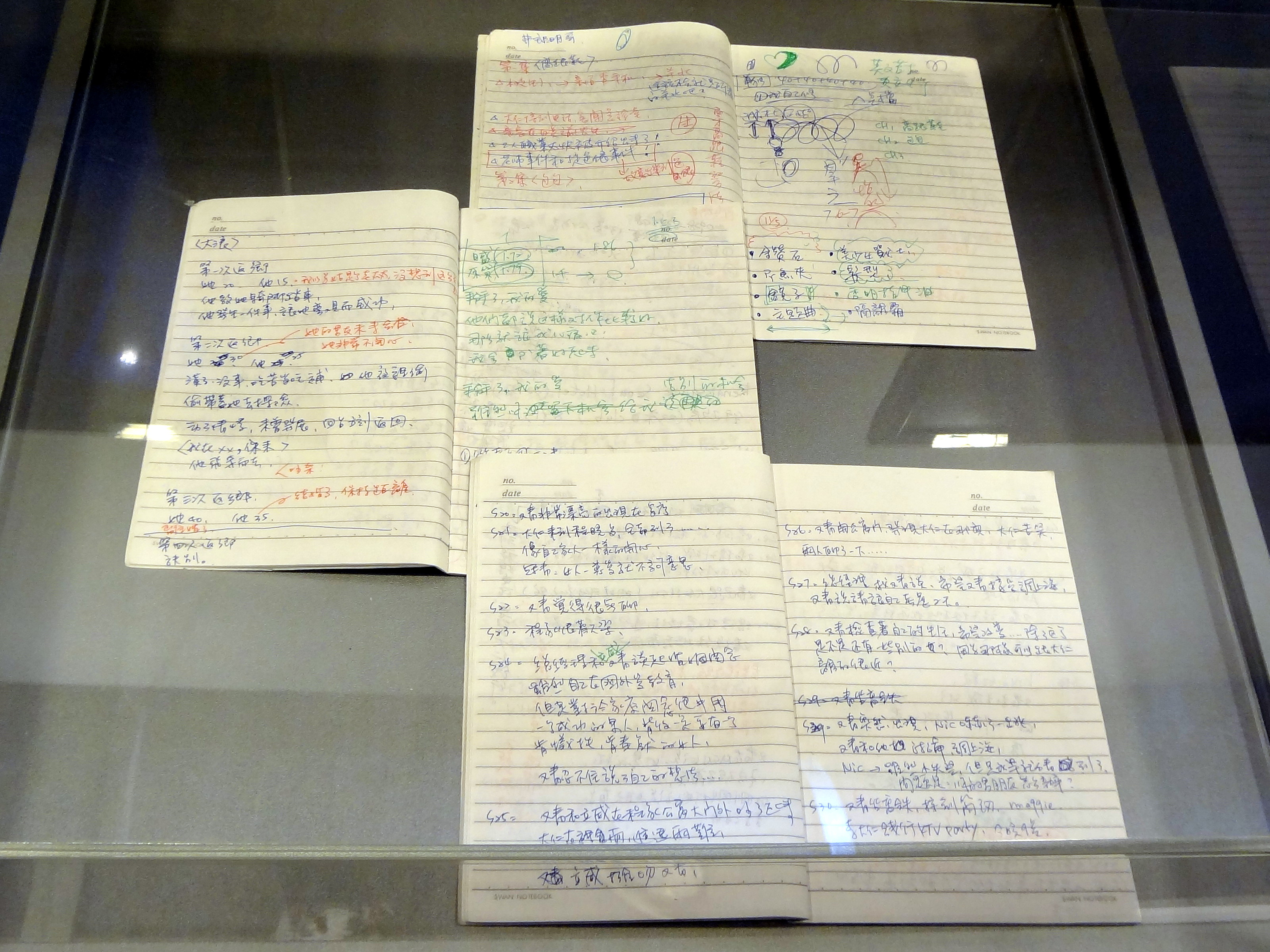
Exposiciones en la exposición especial "Cincuenta anillos de la campana de oro" en el Parque Cultural y Creativo Songshan: guiones manuscritos de los ocho principales dramas de ídolos televisivos "I May Not Love You" proporcionados por el guionista Xu Yuting.

In Time with You (chino tradicional: 我可能不會愛你 ; pinyin: Wo Ke Neng Bu Hui Ai Ni) es una serie de televisión taiwanesa transmitida por FTV en 2011. Está protagonizada por Ariel Lin, Bolin Chen y Sunny Wang.

## Elenco
| Actor/Actriz              | Personaje                                   |
| ------------------------- | ------------------------------------------- |
| Ariel Lin(林依晨)         | Cheng You Qing (程又青)                     |
| Bolin Chen(陳柏霖)        | Li Da Ren (李大仁)                          |
| Andrea Chen (陳匡怡)      | Maggie (el colega de Li)                    |
| Sunny Wang (王陽明)       | Ding Li Wei (丁立威) Will                   |
| Lin Mei Xiu (林美秀)      | la madre de You Qing                        |
| Luo Bei An (羅北安)       | el padre de You Qing                        |
| Ying Wei Min (應蔚民)     | Cheng Guan Qing (程冠青)                    |
| Ma Nan (馬囡)             | la esposa de Guan Qing (大嫂)               |
| Yin Qi (殷琦)             | Cheng Mei Qing (程美青)                     |
| Xie Yu Wei (謝宇威)       | el marido de Mei Qing (姊夫)                |
| Meng Geng Ru (孟耿如)     | Li Tao Tao (李淘淘)                         |
| Jin Shi Jye (金士傑)      | Bai Shu (白叔)                              |
| Jerry Huang (黃志瑋)      | Henry                                       |
| David Hsu (许豪恩)        | Nic (el asistente de You Qing)              |
| Ma Shi Li (馬世莉)        | Gerente general (總經理), 許麗雪            |
| Joelle Lu (陸明君)        | Grace                                       |
| Yu Han Mi (余函彌)        | Lala (la novia de Henry)                    |
| Ya Zi (丫子)              | Lu Xing Di 盧辛蒂                           |
| Tsai Chang Hsien (蔡昌憲) | Di Shu 地鼠                                 |
| Zeng Wei Hao (曾威豪)     | Da Cong 大叢                                |
| Li Wei Wie (李維維)       | Zi Lin 子琳                                 |
| Jasper Liu (劉以豪)       | Mei Nan 美男                                |
| An Wei Ling (安唯綾)      | Mei Mei 美美                                |
| Jesseca Liu (刘子绚)      | Huang Hai Yan 黄海燕(la amiga de Li Da Ren) |

## Banda sonora
1. Still Am (還是會 (Hai Shi Hui)) - William Wei
2. Wings" (翅膀 (Chi Bang)) - Ariel Lin
3. I Won't Like You (我不會喜歡你) (instrumental)
4. Still Am (還是會) (instrumental)
5. Starting Now (現在開始 (Xian Zai Kai Shi)) - Biung Wang
6. A Friend of a Friend (普通朋友的朋友 (Pu Tong Peng You De Peng You)) - Tsai Chang Hsien
7. Tiptoe Love (踮起腳尖愛 (Dian Qi Jiao Jian Ai)) - Hong Pei Yu
8. Wings (翅膀) (instrumental)
9. I Won't Like You (我不會喜歡你)	- Bolin Chen
10. Rotating Door (旋轉門) - Aggie Hsieh

## Premios y nominaciones
| Año  | Ceremonia               | Categoría                                                         | Resultado |
| ---- | ----------------------- | ----------------------------------------------------------------- | --------- |
| 2012 | 47th Golden Bell Awards | Mejor serie de televisión                                         | Ganadores |
| 2012 | 47th Golden Bell Awards | Mejor actor principal en una serie de televisión (Bolin Chen)     | Ganador   |
| 2012 | 47th Golden Bell Awards | Mejor actriz principal en una serie de televisión (Ariel Lin)     | Ganadora  |
| 2012 | 47th Golden Bell Awards | Mejor actriz de reparto en una serie de televisión (Lin Mei-hsiu) | Ganadora  |
| 2012 | 47th Golden Bell Awards | Mejor director (Arthur Chu)                                       | Ganador   |
| 2012 | 47th Golden Bell Awards | Mejor guion (Mag Hsu)                                             | Ganadora  |
| 2012 | 47th Golden Bell Awards | Mejor publicidad en una serie de televisión                       | Ganadores |
| 2012 | 47th Golden Bell Awards | Mejor editor                                                      | Nominado  |

## Audiencia
| Fecha de emisión original | N º de episodios | Media | Rango de intervalo de tiempo | Notas                     |
| ------------------------- | ---------------- | ----- | ---------------------------- | ------------------------- |
| 18 de septiembre de 2011  | 1                | 1.41  | 2                            |                           |
| 25 de septiembre de 2011  | 2                | 1.24  | 2                            | Final de They Are Flying  |
| 2 de octubre de 2011      | 3                | 1.65  | 2                            | Estreno de Ring Ring Bell |
| 9 de octubre de 2011      | 4                | 2.09  | 2                            |                           |
| 16 de octubre de 2011     | 5                | 2.34  | 2                            |                           |
| 23 de octubre de 2011     | 6                | 2.56  | 2                            |                           |
| 30 de octubre de 2011     | 7                | 2.64  | 2                            |                           |
| 6 de noviembre de 2011    | 8                | 3.11  | 2                            | Final de Love Recipe      |
| 13 de noviembre de 2011   | 9                | 3.07  | 2                            |                           |
| 20 de noviembre de 2011   | 10               | 3.62  | 2                            |                           |
| 27 de noviembre de 2011   | 11               | 3.54  | 2                            |                           |
| 4 de diciembre de 2011    | 12               | 3.65  | 2                            |                           |
| 11 de diciembre de 2011   | 13               | 5.51  | 1                            |                           |
| Media                     | -                | 2.80  | 2                            |                           |